# Jungang-dong, Tongyeong
Jungang-dong (koreanska: 중앙동) är en stadsdel  i staden Tongyeong i provinsen Södra Gyeongsang i den södra delen av Sydkorea, 300 km sydost om huvudstaden Seoul. 